# El dedo en la llaga
El dedo en la llaga es una película argentina de 1996 dirigida por Alberto Lecchi y protagonizada por Darío Grandinetti, Karra Elejalde, Juanjo Puigcorbe, Luisina Brando y Diego Topa.

## Sinopsis
Dos actores españoles están trabajando en Argentina representando una obra de teatro que cuenta con poca asistencia de público. En medio de su gira tienen un inconveniente y deben quedarse en Zapallares, una pequeña población del interior del país donde se están por realizar elecciones municipales. Allí se encuentran con un viejo amigo que, con la ayuda de sus alumnos de quinto año, está intentando abrir un teatro pero los políticos se oponen.

## Elenco
- Darío Grandinetti - Tolosa
- Karra Elejalde - Eduardo
- Juanjo Puigcorbe - Angel
- Luisina Brando - Mirta
- Diego Topa - Pablo
- Erica Rivas - Valeria
- Mario Pasik - Irazábal
- Martín Kalwill - Damián
- Federico Olivera - Marcelo
- Eleonora Wexler - Natalia
- Gustavo Chantada - Nicolás
- Pacho Guerty - Hernán
- Favio Posca - Chicho
- Alberto Busaid - Juan
- Tito Haas - Comisario
- Javier Lombardo - Cocinero
- Mariela Fernández
- Lidia Catalano
- Graciela Tenenbaum